# Cölpin
Cet article possède un paronyme, voir Colpin.
Cölpin est une municipalité allemande située dans le land de Mecklembourg-Poméranie-Occidentale et l'Arrondissement du Plateau des lacs mecklembourgeois.